# Combe Florey
Combe Florey est une paroisse civile et un village du Somerset, en Angleterre.